# Joan Josep Folchi i Bonafonte
Joan Josep Folchi i Bonafonte (Saragossa, 1 de juny de 1947) és un advocat i polític català d'origen aragonès.

## Biografia
Llicenciat en dret, pertany al cos d'advocats de l'estat des de 1974.
En la transició espanyola fou un dels referents a Catalunya de Reforma Democràtica, partit fundat per Manuel Fraga Iribarne i embrió de la posterior Alianza Popular. Posteriorment milità a Centristes de Catalunya-UCD, i en representació d'aquest partit fou Conseller d'Economia i Finances de la Generalitat provisional entre desembre de 1977 i octubre de 1978. Després de l'ensulsiada de la UCD, l'estiu de 1982 passà al Partit Demòcrata Popular.
Fou elegit diputat a les eleccions al Parlament de Catalunya de 1984 pel Partit Demòcrata Popular que s'havia presentat en coalició amb Alianza Popular. Quan el juliol de 1986 el PDP trencà la coalició amb AP, abandonà el grup Popular per passar al Grup Mixt, del qual fou president. L'octubre de 1987 renuncià al seu escó abans de finalitzar la legislatura. Durant el seu mandat fou Vicepresident de la Comissió d'Economia, Finances i Pressupost i membre de la Diputació Permanent.
Posteriorment treballà en el sector privat per a l'empresa Torras Hostench i fou un dels acusats juntament amb Javier de la Rosa en relació al cas del Grup KIO, raó per la qual fou condemnat el 2004 a dos anys de presó i inhabilitació per càrrec públic.
El Tribunal Constitucional va suspendre la sentència el març de 2007. El setembre de 2009 s'inicià el judici del Cas Hisenda on se l'acusa de suborn, prevaricació i falsedat en document oficial. El jutge li'n demana 12 anys de presó.
Actualment forma part de l'executiva del partit catalanista Lliga Democràtica.